# Courage Adams
Courage Adams (Ciudad de Benín, 17 de marzo de 1996) es un deportista nigeriano-español que compite en ciclismo en la modalidad de BMX estilo libre. Consiguió tres medallas en los X Games, en la prueba de calle.

## Trayectoria
Nació en Nigeria, en Ciudad de Benín. Cuando tenía cinco años, se trasladó con su familia a España. Empezó a practicar el BMX con doce años y a los dieciséis años disputó su primera competición profesional.
Ha ganado importantes torneos del circuito de BMX en la modalidad de calle: el de Montpellier (2014, 2017, 2019 y 2022), el de La Haya (2016) y O Marisquiño de Vigo (2021 y 2022).
Participó en seis ediciones de los X Games, en Sídney 2018 quedó décimo; en Chiba 2022, octavo, en Chiba 2023, segundo, en Chiba 2024, tercero, y en Osaka 2025 fue primero.

## Medallero internacional
| \| X Games de Verano \| X Games de Verano \| X Games de Verano \| X Games de Verano \| \| Año \| Lugar \| Medalla \| Prueba \| \| ----------------- \| ----------------- \| ----------------- \| ----------------- \| \| 2023 \| Chiba (Japón) \| Medalla de plata \| Calle \| \| 2024 \| Chiba (Japón) \| Medalla de bronce \| Calle \| \| 2025 \| Osaka (Japón) \| Medalla de oro \| Calle \| |               |                   |        |
| X Games de Verano |               |                   |        |
| Año | Lugar         | Medalla           | Prueba |
| 2023 | Chiba (Japón) | Medalla de plata  | Calle  |
| 2024 | Chiba (Japón) | Medalla de bronce | Calle  |
| 2025 | Osaka (Japón) | Medalla de oro    | Calle  |